# シェアードサービス
シェアードサービスとは経営学用語の一つで、存在している複数の企業が、人事や経理や情報などといったサービスの間接部門を共有することである。

## 概要
シェアードサービスは、企業グループ内の複数の企業が共有するという形で実施されている。シェアードサービスが行われることによって、従来ならば企業の数だけ存在していた部門が一つにまとまるということになり、業務の効率化やコスト削減が期待できる。
2000年代以降の財界では、グループによる経営が重視、推進されてきており、それとともにシェアードサービスも多くの企業によって導入されてきている。

## バーチャルシェアードサービス
シェアードサービスは、企業のグローバル化と情報通信技術の発展によるネットワークの普及により、旧来の物理的に部門を集約するのではなく、スタッフを各地域に配置しておきながら、仮想的にサービス提供組織を集約する形態に進展してきている。これをバーチャルシェアードサービスという。